# Jaririsz
Jaririsz (luvi  ia-ra/ri-ra/ri-i-ša vagy  i-ara/ari-ša2) az újhettita Karkemisben Asztiruvasz király főembere, majd annak halála után Kamanisz régense. Egyidőben élt I. Argisti és II. Szarduri urartui, és III. Assur-dán asszír királyokkal, valamikor i. e. 8. század első felében, vagy a közepén. Valószínűleg luvi származású. Talán volt egy Tuvarszai nevű fia, de egyes vélemények szerint eunuch lehetett.
Jaririsz vezírként szolgált Asztiruvasz király alatt, majd annak halála után régens és herceg címeket vett fel. Asztiruvasz halála után nem fia, Kamanisz neve tűnik fel a dokumentumokban, hanem csak Jaririszé, majd mindkét név, végül Jaririsz eltűnik a forrásokból. Ismeretlen időpontban meghalt. A címeit nem bitorolta, hanem kinevezéssel jutott hozzájuk. Kamanisz még kiskorú lehetett apja halálakor, a kinevezés pedig Asztiruvasz betegségére utal. Már régenssége idején hivatalosan bejelentette, hogy Kamanisz lesz az utódja.
Jaririsz békés kapcsolatokat ápolt korabeli szomszédaival, a korhoz képest nagyon sok említés maradt fenn róla. Nemzetközi kapcsolatai kiterjedtek Egyiptomra, Lüdiára, Phrügiára, Babilonra, Asszíriára, valamint az általa Szura néven említett országra, amit Urartuval, Föníciával vagy Tabaallal szokás azonosítani.